# 康威礁板塊

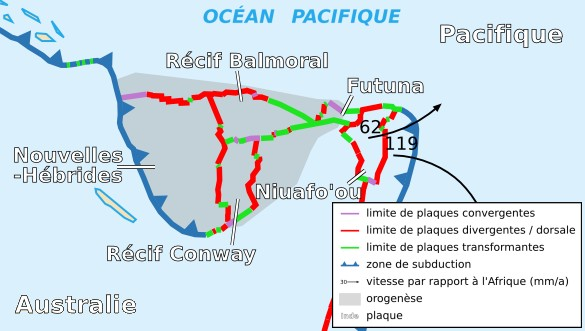
康威礁板塊與鄰近板塊

康威礁板塊（Conway Reef Plate）是太平洋南部的小型板塊，位於斐濟以西，東西兩側都是聚合板塊邊緣，東面與澳洲板塊相接，西面是新海布里地板塊，北面是巴爾莫勒爾礁板塊。